# Centrale solaire photovoltaïque de Somain
La centrale solaire photovoltaïque de Somain  est un projet de construction d'une centrale solaire photovoltaïque au sud de Somain, près des limites avec Aniche, dans le Nord, en France, prévu pour être opérationnel dans les années 2020.

## Histoire
Le projet est porté par Frédéric Delannoy, président de la communauté de communes Cœur d'Ostrevent, maire d'Hornaing et conseiller départemental du Nord élu pour le canton de Sin-le-Noble. Il s'agit de l'installation par Quadran, filiale de Total, de trente mille panneaux solaires photovoltaïques sur le site d'une ancienne usine à boulets de la Compagnie des mines d'Aniche à Somain sur une superficie de treize hectares. Cette centrale doit produire 11 484 MWh, de quoi alimenter 6 161 habitants. Le terrain est décrit comme « lourdement pollué aux hydrocarbures ». La location de ces terrains doit rapporter quarante mille euros par an à la communauté de communes. Le coût de construction de la centrale est de sept millions d'euros. Le permis de construire est accordé en octobre 2021.
Frédéric Delannoy a un projet similaire avec l'ancienne centrale thermique d'Hornaing.